# Коведяев, Евгений Егорович
Евгений Егорович Коведяев (29 января 1883, Казанская губерния — 1957, Лос-Анджелес, Калифорния) — русский морской офицер, военный лётчик. Участник Первой мировой войны. Георгиевский кавалер. Участник Гражданской войны в России. В эмиграции в США.

## Биография
Родился 29 января 1883 года в Казанской губернии. Окончил Сумскую Александровскую гимназию, физико-математический факультет Харьковского Императорского Университета в 1908 году.
19 августа 1908 года зачислен юнкером флота во 2-й Балтийский флотский экипаж. 10 сентября 1909 года переведен в Морское Николаевское инженерное училище. 10 октября 1909 года переведен из 2-го в 1-й Балтийский флотский экипаж. Корабельный гардемарин, 14 мая 1910 года зачислен в 1-й Балтийский флотский экипаж. Мичман, 6 декабря 1910 года, после сдачи экзаменов Морского кадетского корпуса, назначен в Черноморский флотский экипаж.

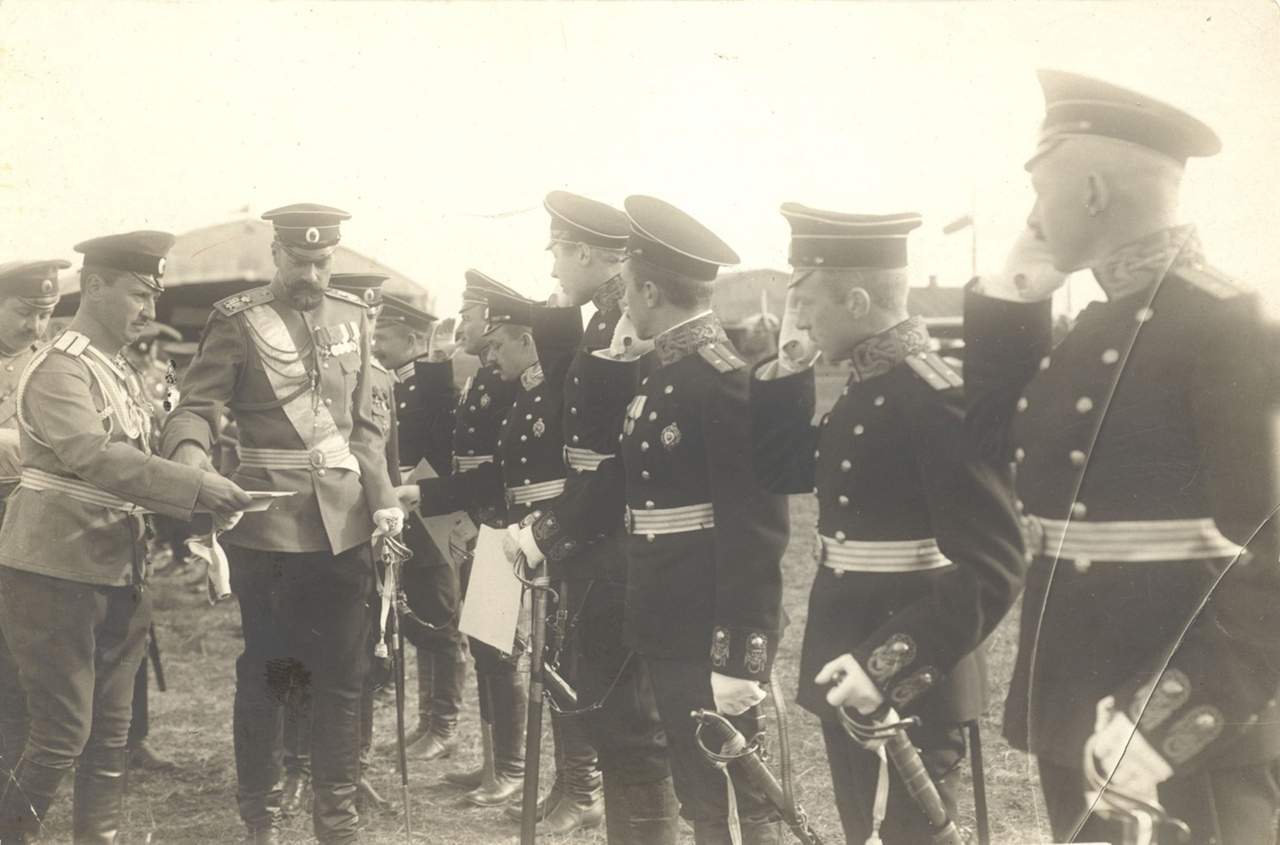
Раздача Е.И.В. Великим Князем Александром Михайловичем аттестатов об окончании Офицерской школы авиации офицерам Черноморского Флота. Кача, 8 ноября 1912 года.
Подпоручик Жуков, лейтенант Вирен Н. Р., поручик Михайлов, мичманы Утгоф В. В., Качинский В. Р., Эссен Р. Ф., Коведяев Е. Е.

С 16 апреля 1912 года — временно и.д. заведующего воздухоплавательным парком службы связи Черноморского флота. С 22 апреля 1912 года при службе связи Черноморского флота, командирован в Офицерскую школу авиации Отдела воздушного флота. 22 июня 1912 года списан в службу связи Черноморского флота, с отчислением от занимаемой судовой должности на линейном корабле «Евстафий». С 26.06 по 21.07.1912 года и.д. начальника Северного района наблюдательных постов и станций Чёрного моря. С 25 августа 1912 года вновь назначен и.д. начальника наблюдательных постов и станций Чёрного моря. 2 сентября 1912 года сдал экзамен на звание летчика при Офицерской школе авиации Отдела воздушного флота. 19 октября 1912 года утвержден в должности ротного командира команды воздухоплавательного парка службы связи Чёрного моря.
С 24 декабря 1912 по 8 мая 1913 года обучался на Теоретических курсах авиации им. В. В. Захарова при Санкт-Петербургском политехническом институте. С 22 августа 1913 года на линейном корабле «Синоп». С 7 октября 1913 года в службе связи Чёрного моря. С 23 ноября 1913 года заведующий автомобилями и передвижными радиостанциями службы связи Чёрного моря. Лейтенант (6.04.1914). Морской летчик (1.07.1914).
Участник Первой мировой войны. С 13 июля 1915 года временно и.д. начальника 2-го корабельного авиационного отряда Черноморского флота. Лично участвовал в авианалётах на турецкие позиции. В ноябре 1916 года начальник станции гидросамолётов «Круглая бухта» Северо-западного воздушного района авиации Чёрного моря, ВРИД заведующего организацией авиационного дела Черноморского флота Российской империи в январе 1916 года.
Участник Гражданской войны в России на стороне белых. В рядах ВСЮР, начальник Одесской гидроавиационной базы. Старший лейтенант.
Эмигрировал, в 1921 году в Константинополе. Переехал в США в 1933 году. Автор ряда работ по истории морской авиации в период Первой мировой войны, статья «Действия русской морской авиации у турецких берегов в феврале 1916 года» (Вахтенный журнал. № 20. 1938). В умер в 1957 году в Лос-Анджелесе, США.

## Награды
- Орден Святого Станислава 3-й степени (6.12.1914),
- Орден Святого Станислава 2-й степени с мечами (18.05.1915),
- Орден Святого Владимира 4-й степени с мечами и бантом (15.02.1916),
- Мечи и бант к имеющемуся ордену Ордену Святого Станислава 3-й степени (19.01.1915),
- Георгиевское оружие — ВП по Морскому ведомству № 287 от 4.05.1915 года «за мужество и распорядительность, проявленные им во время разведки и бомбардировки форта Рива, что у Босфора, 15-го марта и 17-го марта 1915 г. — в порте Зунгулдак».